# Coelioxys circumscriptus
Coelioxys circumscriptus là một loài Hymenoptera trong họ Megachilidae. Loài này được Friese mô tả khoa học năm 1905.